# Oberau
Oberau ist eine Gemeinde im oberbayerischen Landkreis Garmisch-Partenkirchen.

## Geografie
|                       | Jan | Feb | Mär | Apr | Mai | Jun | Jul | Aug | Sep | Okt  | Nov | Dez  |   |      |
| Mittl. Tagesmax. (°C) | −7  | −6  | −3  | 3   | 7   | 12  | 12  | 11  | 8   | 5    | −4  | −7   | ⌀ | 2,6  |
| Mittl. Tagesmin. (°C) | −3  | 1   | 8   | 16  | 19  | 23  | 23  | 22  | 16  | 12,0 | 4   | −3,0 | ⌀ | 11,5 |
|                       |     |     |     |     |     |     |     |     |     |      |     |      |   |      |
| Niederschlag (mm)     | 125 | 68  | 41  | 70  | 113 | 151 | 121 | 160 | 112 | 100  | 89  | 80   | Σ | 1230 |

| −3 |

| 1 |

| 8 |

| 16 |

| 19 |

| 23 |

| 23 |

| 22 |

| 16 |

| 12,0 |

| 4 |

| −3,0 |

| −3 |

| 1 |

| 8 |

| 16 |

| 19 |

| 23 |

| 23 |

| 22 |

| 16 |

| 12,0 |

| 4 |

| −3,0 |

### Lage
Die Gemeinde liegt an der Loisach im sogenannten „Zugspitzland“. Vom Hauptort bis Garmisch-Partenkirchen beträgt die Distanz 8 km, bis zum nordwestlich gelegenen Oberammergau etwa 9 km. Die bayerische Landeshauptstadt München ist 72 km entfernt, bis Innsbruck im österreichischen Tirol sind es 70 km.

### Gemeindeteile
Neben dem Pfarrdorf Oberau ist noch die etwa einen Kilometer östlich des Ortes gelegene Einöde Buchwies amtlich benannter Gemeindeteil.

## Geschichte

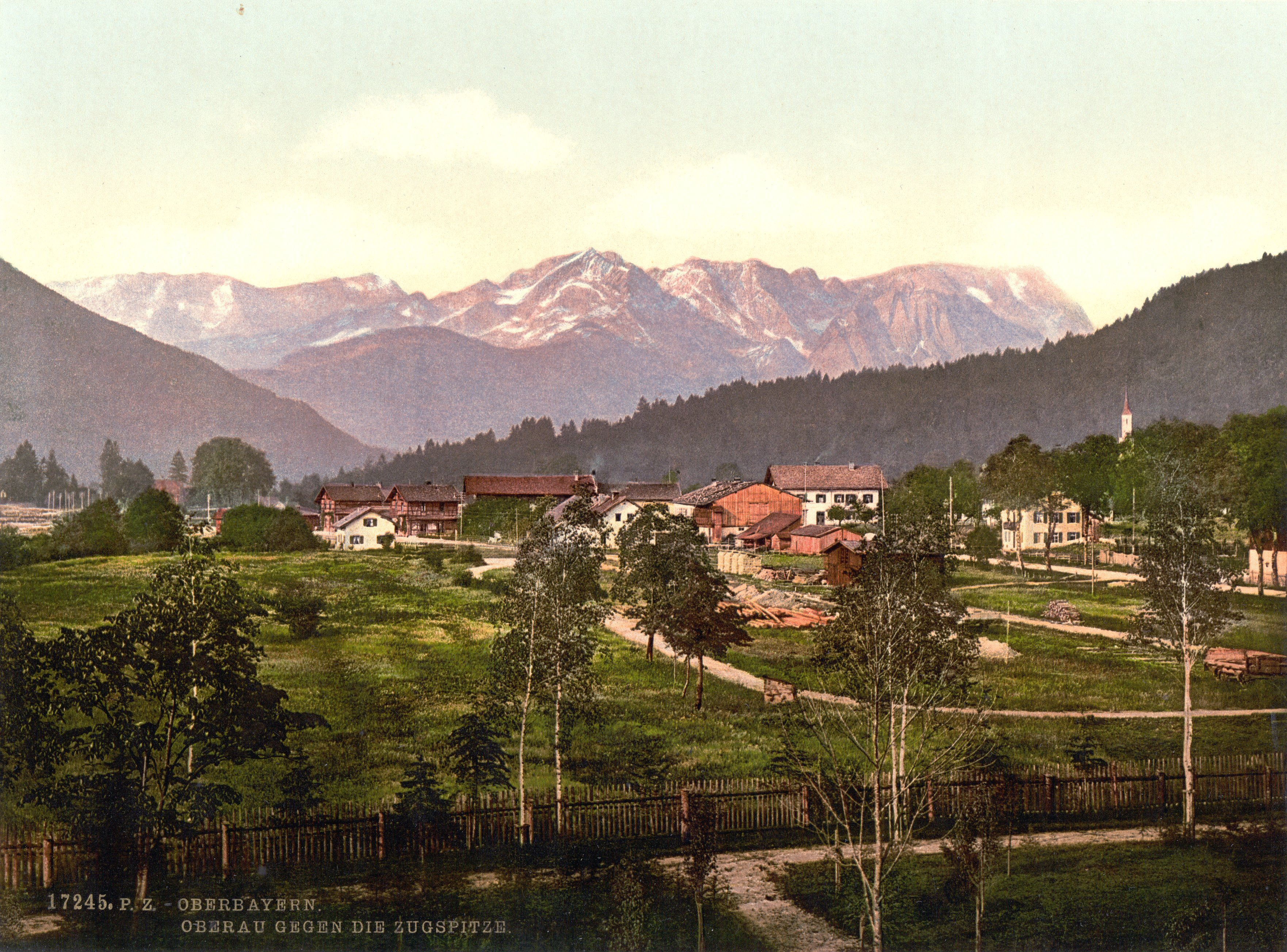
Oberau um 1900

### Bis zur Gemeindegründung
Die erste urkundliche Nennung des Ortes stammt aus dem Jahr 750 n. Chr. Bis zum 19. Jahrhundert bestand die Gemeinde nur aus wenigen Anwesen, die bis 1803 im Obereigentum des Klosters Ettal im Kurfürstentum Bayern standen. Der Ort war Bestandteil des klösterlichen Herrschaftsgerichtes Murnau. Bis 1802 war Oberau Grenzort. Südlich des Dorfes begann die reichsunmittelbare Grafschaft Werdenfels. Im Zuge der Verwaltungsreformen im Königreich Bayern entstand mit dem Gemeindeedikt von 1818 die heutige Gemeinde.

### 19. und 20. Jahrhundert
Die Loisach diente den Oberauer Flößern, die vor allem Gipsstein und Holz nach München und Wien brachten, als Verkehrsweg.
Der Verkauf von Gips brachte dem Ort vom Ende des 18. bis Mitte des 19. Jahrhunderts eine besondere Zeit des Wohlstandes.
Die Lage an der Gabelung zweier alter Fernstraßen, die Venedig mit Augsburg verbanden, war eine weitere Quelle des Wohlstandes.
Als in der zweiten Hälfte des 19. Jahrhunderts die Eisenbahn die Flößerei verdrängte und die Gipsproduktion unrentabel wurde, wurden die Wasserkraft und der Holzreichtum als neue Wirtschaftsfaktoren relevant. Industriebetriebe siedelten sich an, Oberau wurde Bahnstation und die neue Ettaler Bergstraße wurde eröffnet.
Zwischen 1908 und 1914 hielten sich verschiedentlich Wassily Kandinsky, Marianne von Werefkin und Alexej Jawlensky in Oberau auf und malten Motive im Ort selbst und in dessen Umgebung.
1908 malte dort Kandinsky seine „Herbststudie bei Oberau“, die stilistisch noch stark vom Neoimpressionismus beeinflusst war. 1910 widmeten Jawlensky und Werefkin ihre Aufmerksamkeit einer „Schindelfabrik“.
1964 malte Hans Nowak das Altarbild "Petri Fischzug" in der evangelischen Heilandkirche.

### Einwohnerentwicklung
Zwischen 1988 und 2018 wuchs die Gemeinde von 2547 auf 3399 um 852 Einwohner bzw. um 33,5 %.
| Jahr      | 1840 | 1900 | 1925 | 1939 | 1950 | 19611 | 19702 | 19873 | 1991 | 1995 | 2000 | 2005 | 2010 | 2015 |
| Einwohner | 164  | 363  | 601  | 1216 | 1907 | 2192  | 2426  | 2599  | 2683 | 2852 | 2839 | 3113 | 3006 | 3245 |

1 Volkszählung am 6. Juni;    2 Volkszählung am 27. Mai;    3 Volkszählung am 25. Mai;    ab 1991: jeweils 31. Dezember;
Quelle: Statistik Bayern

## Politik

### Gemeinderat
Der Gemeinderat besteht aus 16 Mitgliedern und dem Ersten Bürgermeister. Die Gemeinderatswahlen seit 2008 ergaben folgende Stimmenanteile und Sitzverteilungen:
| Partei/Liste                                  | Wahl 2008 | Wahl 2008 | Wahl 2014 | Wahl 2014 | Wahl 2020 | Wahl 2020 |
| Partei/Liste                                  | %         | Sitze     | %         | Sitze     | %         | Sitze     |
| --------------------------------------------- | --------- | --------- | --------- | --------- | --------- | --------- |
| Christlich-Soziale Union in Bayern (CSU)      | 55,8      | 9         | 55,5      | 9         | 48,95     | 8         |
| Freie Wählergemeinschaft Oberau (FWG)         | 29,6      | 5         | 31,7      | 5         | 41,07     | 6         |
| Sozialdemokratische Partei Deutschlands (SPD) | 14,6      | 2         | 12,8      | 2         | 09,98     | 2         |

### Bürgermeister
Der Erste Bürgermeister Peter Imminger wurde 2008 mit 75,5 % der Stimmen, 2014 mit 93,4 % und 2020 mit 58,42 % im Amt bestätigt.

### Gemeindefinanzen
Im Jahr 2011 betrugen die Gemeindesteuereinnahmen 2,068 Mio. €, davon waren 571.000 € Gewerbesteuereinnahmen (netto).

### Wappen
| Wappen von Oberau | Blasonierung: „In Blau über gewelltem silbernen Schildfuß ein silbernes Wasserrad.“ |
| Wappen von Oberau | Wappenbegründung: Das Mühlrad symbolisiert die historische Wichtigkeit der Wasserkraft des Gießenbaches und der Loisach als Verkehrsweg für die Wirtschaft der Gemeinde. Die 14 Schaufeln des Mühlrades stellen die 14 bäuerlichen Betriebe dar, welche im Tal gesiedelt haben. Die Farben Silber und Blau erinnern an die engen Beziehungen zum Kloster Ettal sowie die Bayerischen Landesfarben. |

## Kultur und Sehenswürdigkeiten

### Baudenkmäler
→ Hauptartikel: Liste der Baudenkmäler in Oberau

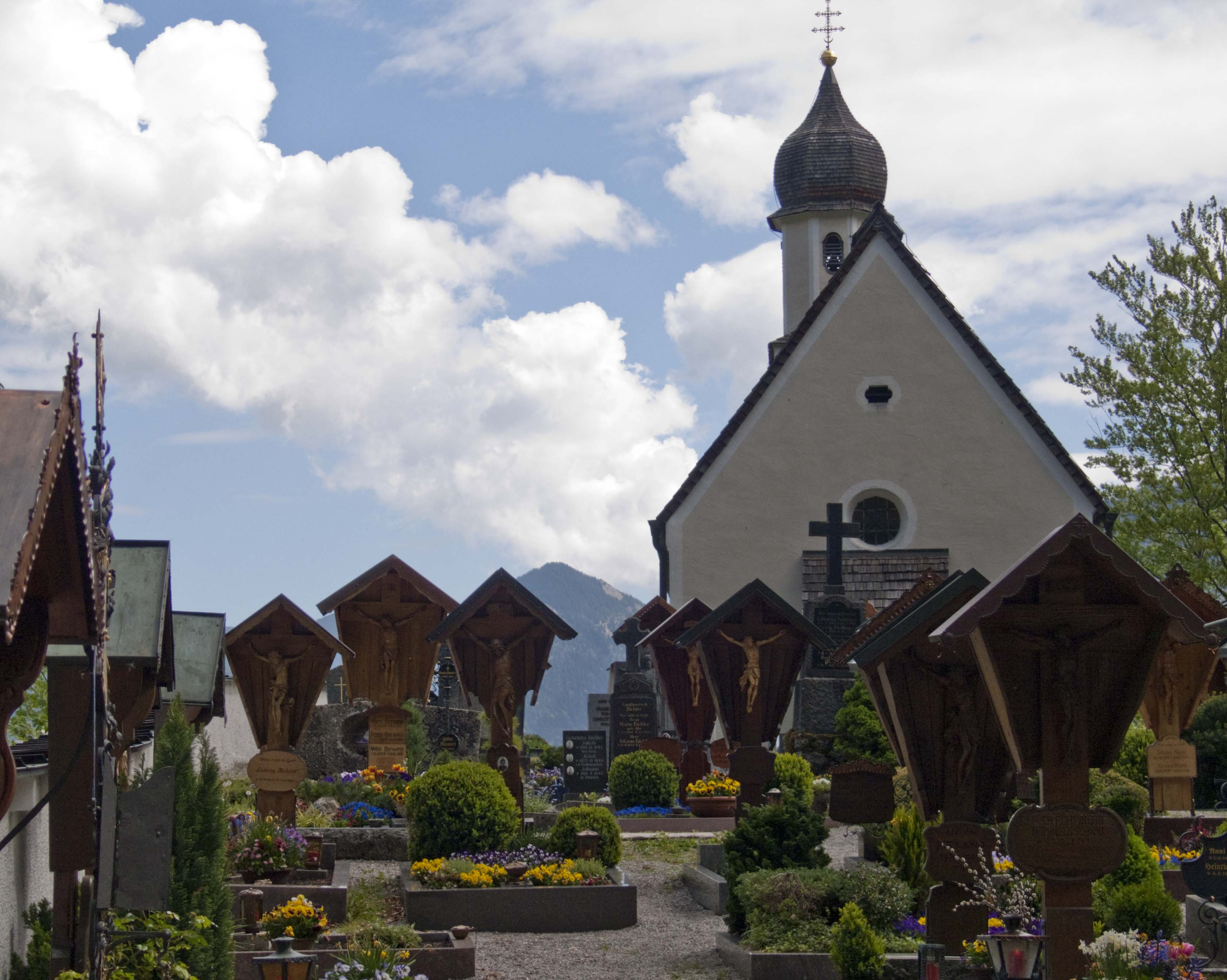
St.-Georgs-Kapelle oberhalb von Oberau

### Bodendenkmäler
Zwischen Oberau und Farchant befinden sich zwei Schanzenanlagen aus dem Dreißigjährigen Krieg bzw. aus der Zeit des Spanischen Erbfolgekrieges.

### Krippenausstellung
In Oberau befindet sich seit 2001 eine Krippenausstellung (Oberauer Krippenwelten) mit zwölf Weihnachtskrippen verschiedener Stilrichtungen (alpenländisch, süditalienisch und orientalisch) auf einer Gesamtfläche von 100 m2. Herzstück der Schau ist eine 12 m2 große Jahreskrippe, die 25 Szenen aus dem Leben Jesu zeigt.

### Kur- und Kulturpark
Im Kulturpark Oberau und an einigen der historischen Plätze im Dorf ist die Geschichte des „Goldenen Au“ auf Informationstafeln anschaulich dargestellt. Ausführlich informiert wird zu Themen wie Wappen und Einwohnerentwicklung, die Frühgeschichte, der Landwirtschaft in früheren Zeiten, den Auswirkungen von Pest, Hunger und Krieg, der Rolle des Klosters Ettal und der Grenzlage zur Grafschaft Werdenfels. Es werden Themen wie die Rolle der Gipsproduktion, des „weißen Goldes“ der Flößerei auf der Loisach und der Lage an zwei wichtigen Fernhandelsstraßen beschrieben und bildlich dargestellt. Oberau zu Beginn des Industriezeitalters und die Entwicklung vom Bauerndorf zum Industrieort werden beschrieben und erlebbar gemacht.

### Sport
Der größte Sportverein ist der im Jahr 1927 gegründete FC Oberau, der im Jahr 1996 mehr als 700 Mitglieder zählte, wovon ca. 250 Kinder und Jugendliche waren. Der Verein betreibt die Abteilungen Fußball, Frauenfußball, Turnen, Ski Alpin und Volleyball. Zu den größten Erfolgen des Vereins zählt der 3:2-Sieg gegen den TSV 1860 München in der ersten Runde des DFB-Pokal 1960/61. Das Spiel fand vor 2400 Zuschauern statt, was vereinsgeschichtlichen Rekord bedeutet.
Im Juli 2012 wurde ein neuer Kunstrasenplatz eingeweiht.
In Oberau befindet sich der 18-Loch-Golfplatz des Golfclubs Garmisch-Partenkirchen.

### Vereinsleben
Im Ort sind mehrere Vereine aktiv. Die größten sind, nach dem FC Oberau mit ca. 700 Mitgliedern, der VTV Oberau mit ca. 200, der Eisstock-Club mit ca. 165 und der Veteranen- und Kriegerverein mit ca. 150 Mitgliedern.

## Wirtschaft und Infrastruktur

### Wirtschaft
Es gab 2011 im Bereich der Land- und Forstwirtschaft keine, im Produzierenden Gewerbe 221 und im Bereich Handel und Verkehr 181 sozialversicherungspflichtig Beschäftigte am Arbeitsort. In sonstigen Wirtschaftsbereichen waren am Arbeitsort 147 Personen sozialversicherungspflichtig beschäftigt. Sozialversicherungspflichtig Beschäftigte am Wohnort gab es insgesamt 989. Im verarbeitenden Gewerbe gab es einen Betrieb, im Bauhauptgewerbe fünf Betriebe. Im Jahr 2010 gab es außerdem sechs landwirtschaftliche Betriebe, die insgesamt 119 ha bewirtschafteten.
Im Jahr 2022 erzielte Oberau Einnahmen aus der Gewerbesteuer in Höhe von 2,05 Millionen Euro. Mit einem Gewerbesteuerhebesatz von 350 % liegt die Gemeinde unter dem durchschnittlichen Gewerbesteuerhebesatz Deutschlands. Dieser beträgt 407 % (Stand: 2023).

### Verkehr

#### Straßenverkehr
Durch Oberau führte die Bundesstraße 2, die 2022 in einen Umgehungstunnel verlegt wurde. Von der ehemaligen Bundesstraße zweigt innerhalb des Ortes die Bundesstraße 23 Richtung Oberammergau, Peiting und Augsburg ab. Direkt nach dem Ort beginnt der Anstieg dieser Bundesstraße zum Ettaler Sattel, dessen Passhöhe etwa 200 m über Oberau liegt. Der Ort liegt zwischen dem Ende der Bundesautobahn 95 (München—Garmisch-Partenkirchen) und der ebenfalls autobahnähnlich ausgebauten, im Jahr 2000 in Betrieb genommenen Umfahrung des Nachbarortes Farchant. Täglich fuhren etwa 26.000 Autos durch die Ortsmitte, am Wochenende lagt dieser Wert deutlich höher. Daher forderten die Einwohner nahezu 40 Jahren lang, durch den Bau eines Tunnels diese Verkehrsbelastung zu verlagern. Die im Jahr 2001 gegründete Bürgerinitiative zur Verkehrsentlastung Oberau, kurz VEO, hatte es sich zur Aufgabe gemacht, auf die Verkehrssituation aufmerksam zu machen und forderte seitdem den Bau eines Tunnels sowie der B23 neu. Für den Tunnel lag seit 2010 ein Planfeststellungsbeschluss vor. Der Baubeginn für den Tunnel Oberau erfolgte am 1. September 2015. Am 26. Mai 2022 wurde der Tunnel Oberau offiziell mit einem Bürgerfest eingeweiht. Tags darauf fuhren die ersten Autos durch den Tunnel.

#### Bahnverkehr

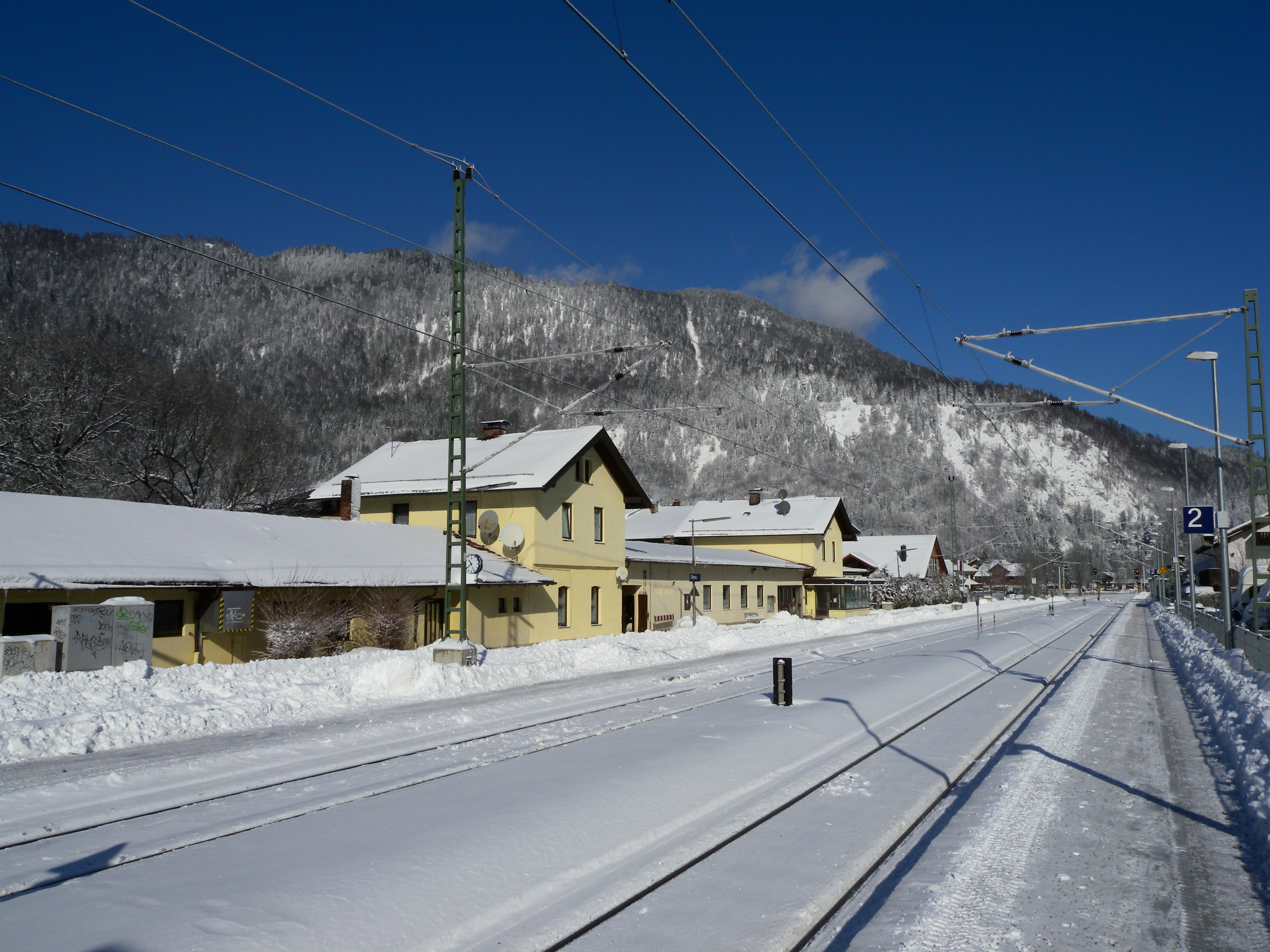
Bahnhof Oberau (2009)

Oberau besitzt einen eigenen Bahnhof an der Bahnstrecke München–Garmisch-Partenkirchen. Neben den Nahverkehrszügen der Relation München–Mittenwald(–Innsbruck) hielten dort bis zum Fahrplanwechsel 2023/24 auch einige ICE. Oberau war bis dahin nach Züssow und Velgast in Vorpommern einer der kleinsten Orte mit ICE-Anbindung in Deutschland. Seit dem Fahrplanwechsel wird Oberau noch von den Regionalbahn-Linien 6, 60 und 65 bedient.

#### Busverkehr
Folgende Regionalbuslinien (Oberbayernbus) halten am bzw. in der Nähe des Bahnhofs:
| Linie | Linienbezeichnung | Linienverlauf |
| ----- | ----------------- | --- |
| 9606  | Regionalbus       | Oberbayernbus: Garmisch-Partenkirchen Post/Bf – Oberau – Oberammergau (– Echelsbacher Brücke – Füssen/Wieskirche) |
| 9607  | Regionalbus       | Oberbayernbus: Ettal – Oberau – Ohlstadt – Murnau                                                                 |

### Bildung
In Oberau gibt es einen Kindergarten mit 100 Plätzen, von denen 81 belegt sind (2011). Die Volksschule ist als Grund- und Mittelschule ausgelegt und wird von etwa 242 Schülern (2011/12) besucht, die von insgesamt 20 Lehrkräften unterrichtet werden. Die Schule ist eine Modellschule für die Förderung von Schülern mit großen Lern- und Leistungsrückständen. Für diese Kinder wurde eine „Praxisklasse“ eingerichtet. Außerdem ist die Schule seit dem Schuljahr 2011/2012 eine von 37 Inklusionsschulen in Bayern. Hier werden Kinder mit Handicap zusammen mit allen anderen Schülern unterrichtet.

### Seniorenbetreuung
Im Jahr 2010 gab es in Oberau eine Einrichtung für ältere Menschen mit insgesamt 133 Plätzen, von denen 101 belegt waren.

## Persönlichkeiten
- Joseph Alois Daisenberger (1799–1883), Textdichter der Oberammergauer Passionsspiele, wurde in Oberau geboren.
- Hans-Jürgen Bäumler (* 1942), Eiskunstläufer, verbrachte Kindheit und Jugend mit seiner Mutter in Oberau.
- Rebecca Huyleur (* 1992), Fußballspielerin, war neun Spielzeiten lang beim FC Oberau aktiv.
- Janosch (* 1931), gab auf die Frage „Wo muss man im Leben unbedingt einmal gewesen sein?“ die Antwort: „In Oberau. Dort kann man im Winter prima Skisport betreiben, und im Sommer gibt es ein billiges Freibad.“[26]